# Fliegerhorst Wittmundhafen

i7
i11
i13
Der Fliegerhorst Wittmundhafen (ICAO-Code: ETNT) ist ein deutscher Militärflugplatz zwischen Wittmund und Aurich bei Webershausen. Er ist Sitz des mit Mehrzweckkampfflugzeugen vom Typ Eurofighter Typhoon ausgerüsteten Taktischen Luftwaffengeschwaders 71 „Richthofen“. Hinzu kommen zivil registrierte Douglas A-4 Skyhawk und Alpha Jet eines externen Dienstleisters für das Luftkampftraining, bis 2014 BAE Systems und ab 2015 für fünf Jahre die Firma Top Aces inc. (früher: Discovery Air Defence Services).

## Geschichte
Bereits 1911 wurde bei Wittmund südlich der Auricher Chaussee (heute Bundesstraße 210) mit dem Bau eines Landeplatzes für Luftschiffe begonnen. Ursprünglich war der Lufthafen für die Heeresluftschiffe gedacht, jedoch waren bis auf den LZ 90 (LZ 60), den LZ 97 (LZ 67) sowie das Schütte-Lanz-Luftschiff SL 13 hier nur kurzzeitig Heeresluftschiffe stationiert. Mit Einstellung der Heeresluftschiffahrt wurde der Lufthafen im Frühjahr 1917 von der Kaiserlichen Marine bzw. von Marineluftschiff-Abteilung übernommen.
Da die Marine Betreiber des Landeplatzes war, wurde dieser Wittmundhaven genannt, geschrieben mit v so wie alle Anlagen unter Verwaltung der Marine. Mit der Übernahme des Geländes durch die Luftwaffe im Jahre 1938 wurde die noch heute gültige Schreibweise Wittmundhafen eingeführt.
Am Nachmittag des 7. November 1916 landete als erstes Luftschiff in Wittmundhafen das Heeresluftschiff LZ 90. Ein heraufziehender Sturm riss das Luftschiff jedoch in der darauffolgenden Nacht los, und es war für immer verloren (es gab keine Toten).
Im April 1917 wurden drei weitere Luftschiffe nach Wittmundhaven verlegt, L 13 (LZ 45), L 22 (LZ 64) und L 40 (LZ 88). Bis zum Frühsommer 1917 waren L 22 und L 40 bereits zerstört. L 22 wurde auf Feindfahrt abgeschossen und L 40 zerschellte bei einem Landemanöver. Nach der Fertigstellung zweier Hallen, in denen jeweils zwei Luftschiffe Platz fanden, wurden (nacheinander) die Marineluftschiffe L 49 (LZ 96), L 52 (LZ 98), L 54 (LZ 99) und L 56 (LZ 103) nach Wittmundhaven verlegt, von wo aus sie bis Kriegsende auf Feindfahrt gingen. Bei Ende des Ersten Weltkrieges lagen in Wittmundhaven noch die zwei Marineluftschiffe L 52 und L 56. Diese wurden am 23. Juni 1919 nach dem Tag von Scapa Flow von den Wachmannschaften zerstört, um sie den Siegermächten zu entziehen (siehe auch: Liste aller Zeppeline).
Nach Auflösung der Luftschifftruppen im Jahre 1920 wurden die Hallen wieder abgerissen und das Gelände in Ackerland verwandelt. Jedoch bereits 1938 vor Beginn des Zweiten Weltkrieges wurde erneut mit dem Aufbau eines Flugplatzes begonnen, der Ende des Jahres 1940 abgeschlossen war. Es wurden drei Bahnen mit je 1200 m Länge in Form einer Triangel angelegt. Bis 1943 starteten Heinkel He 111, um in Südengland Bombenangriffe zu fliegen. Ab 1943 wurden Nachtjäger des Typs Messerschmitt Bf 110 in Wittmundhafen stationiert, um die Marineanlagen in Wilhelmshaven vor den vermehrten schweren Bombenangriffen der Alliierten zu schützen. Anfang 1944 lag hier, zur Durchführung des Unternehmens Steinbock, die II. /Kampfgeschwader 54. Am 26. April 1944 wurde auf dem Flugplatz die 1. Staffel des Jagdgeschwaders 400 aufgestellt. Im Juni erhielt sie ihre ersten Raketenjäger vom Typ Messerschmitt Me 163, bevor sie am 25. Juli nach Brandis verlegt wurde.
Bis zum März 1945 war der Fliegerhorst in Betrieb, bis der Flugbetrieb aufgrund eines Bombenangriffes und den damit einhergehenden Zerstörungen unmöglich wurde.
Nach Kriegsende wurde der Flugplatz zum zweiten Mal vollständig zerstört und das Gelände wurde wieder landwirtschaftlich genutzt. Bereits 1950 begann die Royal Air Force mit dem erneuten Bau eines Flugplatzes. Dieser ist seit dem 26. April 1963 Heimat des Jagdgeschwaders 71 „Richthofen“. Am 15. September 1975 ereignete sich unweit ein Absturz einer F-4 Phantom der US Air Force. Seit 1975 betreibt auch die private Sportfluggruppe JG 71 „R“ e. V. Flugbetrieb am Platz. Seit 1991 sind von wechselnden zivilen Dienstleistern betriebene Flugzeuge zur Zieldarstellung auf der Basis Wittmundhafen stationiert.
Nach Außerdienststellung der Phantom II am 30. Juni 2013, die letzten flugfähigen Exemplare verließen die Basis in den folgenden Tagen, wurde Wittmund vierter Eurofighterstützpunkt mit zunächst nur 20 Exemplaren. Dies entsprach weniger als einem vollen Geschwader. Am 1. Oktober 2013 wurde der Verband als Taktische Luftwaffengruppe „Richthofen“ dem Taktischen Luftwaffengeschwader 31 „Boelcke“ unterstellt. Mit Wirkung zum 1. Juli 2016 wurde das Geschwader wieder voll aufgestellt und wird nunmehr als Taktisches Luftwaffengeschwader 71 „Richthofen“ geführt. Ausschlaggebend war u. a. die Verlagerung der Ausbildung von Jet-Piloten aus den USA zurück nach Deutschland.
Im Zuge der erforderlichen Modernisierung der Platzes für den Flugbetrieb mit Eurofighter wurden umfangreiche Baumaßnahmen durchgeführt. So wurde die Start- und Landebahn von Grund auf erneuert sowie die Wärmeversorgung saniert. Zudem wurden Flugzeugschutzbauten modernisiert sowie sämtliche Abwasser-, Trinkwasser- und Löschwasseranlagen erneuert. Der Kontrollturm, die Lärmschutzhalle und die Feuerwache wurden neu gebaut. Die Baumaßnahmen sollen in den 2030er Jahren abgeschlossen sein. Insgesamt wird von Investitionen in Höhe von 774 Mio. Euro ausgegangen. Für die Baumaßnahmen verlegte die Luftwaffe im Januar 2021 die 19 in Wittmundhafen stationierten Eurofighter nach Laage südlich von Rostock. Die ersten Flugzeuge kehrten am 17. Juli 2025 nach Wittmundhafen zurück. Die Alarmrotte soll noch bis 2026 in Laage verbleiben.

## Heutige Nutzung
Neben dem Geschwader der Luftwaffe sind in Wittmund seit Anfang 2015 auch zivil zugelassene Jets der Typen A-4N und seit 2020 auch Alpha Jet der kanadischen Firma Top Aces stationiert. Sie unterstützen die Luftwaffe bei der Luftkampfausbildung. Vor 2015 erfolgte diese Dienstleistung durch BAE Systems, die von 1991 bis 2002 die F-100F und von 2002 bis 2004 ebenfalls bereits A-4N eingesetzt hatte. 2021 wurde der Vertrag mit Top Aces bis 2027 verlängert.

## Museale Präsentation
Das Robert von Zeppelin- und Fliegermuseum in Wittmund zeigt eine Dauerausstellung zur Geschichte des Flugplatzes Wittmundhafen. Darüber hinaus unterhält das Taktische Luftwaffengeschwader 71 „Richthofen“ eine militärgeschichtliche Sammlung, die nach Voranmeldung besichtigt werden kann.